# Делажу, Стефан
Стефан Делажу  (фр. Stéphane Delajoux; род. 12 декабря 1966, Ла-Сель-Сен-Клу) — французский нейрохирург. Наиболее известен как лечащий врач ряда знаменитостей кино и музыки (за что его нередко называют «доктором звёзд»), а также несколькими громкими скандалами.

## Биография
Стефан Делажу родился 12 декабря 1966 года в Ла-Сель-Сен-Клу.
Учился на  факультете  медицинского обучения и исследований Университета Париж-Сите, который с отличием окончил в октябре 1995 года.  24 октября 1997 года он получил диплом по нейрохирургии.   Делажу является  членом   Французское общества нейрохирургов, Всемирной федерации нейрохирурги и  Национального колледжа преподавателей нейрохирургии.
Вид жуков-насекомых семейства карапузики  Chaetabraeus (Mazureus) Delajouxi, обитающий в ДР Конго, ЮАР и Уганде, был посвящен Делажу французским энтомологом  Ивом Гоми в 2020 году.

## Известные пациенты
29 июля 2003 года доктор Делажу отправился в Вильнюс по просьбе французского правительства и семейства Трентиньян, дабы попытаться спасти Мари Трентиньян, жертву домашнего насилия со стороны своего партнёра. После вмешательства Делажу актриса была перемещена во Францию, где скончалась 1 августа в клинике Артмана, где в то время практиковал нейрохирург.
В 2007 году после падения во время катания на водных лыжах Шарлотта Генсбур перенесла кровоизлияние в мозг и обратилась за консультацией к доктору Делажу, которого считала лучшим нейрохирургом страны и который успешно прооперировал её 6 сентября 2007 года.
В 2008 году он оперировал Джонни Холлидея по поводу грыжи межпозвонкового диска, а затем по поводу узкого поясничного канала в 2009 году в международной клинике в парке Монсо в Парижеs. В декабре 2009 года доктор Делажу подал пять уголовных жалоб на продюсера Жана-Клода Камю, обвинявшего его в послеоперационных проблемах Холлидея. В феврале 2011-го Камю был обвинён в клевете и оскорблениях в адрес доктора Делажу и приговорён к выплате 7 500 евро в качестве возмещения морального ущерба. Этот случай вызвал спор между Холлидеем и Камю. Джонни, не оценив критики Жан-Клода Камю в адрес Делажу, решил прекратить сотрудничество со своим продюсером, длившееся свыше 35 лет.

## Личная жизнь
Имеет двоих детей от первого брака.
Его двоюродный брат — Александр Жарден.
С 2004 года находился в отношениях с Изабель Аджани. Их романтическая связь длилась до ноября 2009 года и завершилась из-за его измены. Расставание пары   ознаменовало конец совместного проекта веб-сайта онлайн-медицинских консультаций, который актриса назвала «Доктор Плюс» и который должен был появиться в интернете в январе 2010 года. Актриса потребовала от хирурга возместить ей 150 000 евро,  предоставленные ему, когда они были компаньонами, на создание этого веб-сайта, так и не увидевшего свет. По словам  Делажу, это была инвестиция. По словам  Аджани, это был кредит. В июне 2011 года Изабель была обвинена в покушении на   Делажу в 2009 году: на него напали двое мужчин в капюшонах, когда он возвращался домой.  Аджани была названа в анонимном письме спонсором этого нападения. Адвокат хирурга, мэтр Эрве Темим, подтвердил AFP, что он «получил анонимное письмо» и «переслал его прокурору». Следствие установило невиновность Аджани и её бывшего водителя.
С конца лета 2010 года Делажу находится в официальном браке с Жюли Андриё (род. 1974), теле- и радиоведущей и кулинарным обозревателем, дочерью Николь Курсель. У пары есть сын Адриан (род. 2012) и дочь Гайя (род. 2015).

## Публикации
- Stéphane Delajoux. Biométrie hippocampique en IRM 3D dans la chirurgie de l'épilepsie du lobe temporal (1995)
- Jean Taylor, Patrick Pupin, Stéphane Delajoux, Sylvain Palmer. Device for intervertebral assisted motion: technique and initial results (2007)